# Don Tait
Donald H. Tait (31 de julio de 1941- diciembre de 2023) fue un locutor y productor de radio de música clásica estadounidense. Desde 1972 hasta su jubilación en 2007, fue presentador del programa WFMT en Chicago.

## Biografía

### Primeros años de vida
Tait pasó su infancia en Evanston, Illinois, donde desarrolló su interés de toda la vida por la música clásica y por coleccionar grabaciones. En 1965, fue contratado para su primer trabajo en radiodifusión por la estación de radio WNIB de Chicago, que en ese momento tocaba música clásica.

### En WFMT
Otra estación de música clásica, WFMT, contrató a Tait en junio de 1972. Sucedió a Marty Robinson, que se había marchado para trabajar en una filial local de PBS. En WFMT, Tait estableció y presentó los programas Chicago Symphony Retrospective y Collector's Item. Para este último programa, solía reproducir discos de su colección personal de 30 000 grabaciones de 78 RPM. Un colega recordó más tarde que Tait acumuló tantas grabaciones que «compró una casa y hubo que reforzar los suelos para soportar el peso de su colección». En un editorial de 1981 que conmemora el 30 aniversario de la WFMT, el crítico de arte del Chicago Tribune, Alan G. Artner, dijo sobre el trabajo de Tait:
En mi opinión, nadie ha presentado a los artistas del pasado de forma tan informativa, no sólo semana tras semana, sino en encuestas exhaustivas. No es fácil olvidar los compromisos de Serguéi Kusevitski, Pierre Monteux y Leopold Stokowski. ¿Quién más habría intentado reproducir cada una de las 700 grabaciones de Stokowski? Es más, ¿qué emisora habría asignado el tiempo?
En una entrevista de 1991, Tait dijo que se inspiró en un locutor de radio de su juventud que «trataba a sus oyentes como personas inteligentes y nunca intentaba intimidarlos«. Tait aplicó ese principio a su propio trabajo, llamándolo la «regla de oro de la radiodifusión: trata a las personas como te gustaría que te trataran a ti».
Las crisis en WFMT surgieron a finales de los años 80 y principios de los años 90, cuando su empresa matriz, la Asociación de Televisión Educativa de Chicago, comenzó a implementar cambios drásticos en la programación de la estación. John von Rhein, crítico de música clásica del Chicago Tribune, dijo que las modificaciones resultaron en alienar a «los oyentes fieles que no querían ver la música clásica como rehén de la búsqueda de mayores índices de audiencia y rentabilidad». Elogió a Tait por ser uno de los presentadores que continuó «imponiendo la dignidad y el estilo en las ondas de la mañana y la tarde» durante este período. En 1991, Collector's Item estaba en una «pausa prolongada», pero continuó siendo escuchado internacionalmente en su distribución. En 1996, el director del programa de WFMT, Norman Pellegrini, fue obligado a abandonar la estación, una medida que von Rhein dijo dos años más tarde había resultado en una «reducción perceptible de los estándares», quedando sólo Tait como uno de los últimos tres «locutores de la vieja guardia, locutores de programas con la voz de Dios». Otro informe de 2003 denunció el continuo declive de WFMT y calificó a Tait de «subempleado».
Tait se retiró de WFMT en octubre de 2007.

### Como productor
Además de sus funciones como presentador, Tait produjo documentales de radio, incluido From Stock to Solti, sobre la historia de la Orquesta Sinfónica de Chicago. También estuvo en el panel que seleccionó grabaciones para su inclusión en el conjunto de CD de grabaciones de archivo de la orquesta, Chicago Symphony Orchestra in the Twentieth Century: Collector's Choice.

### Fallecimiento
Tait falleció en diciembre de 2023.

### Citas
1. ↑  «U.S., Index to Public Records, 1994-2019». Ancestry.com. 2010. Consultado el 26 de febrero de 2024.
2. 1 2 3 4 5 6  Kenning, 1992.
3. 1 2 3 4 5  Maish y Keegan, 2024.
4. ↑  Artner, Alan G. (13 de diciembre de 1981). «Commentary: Chicago's WFMT turns 30 and rates a sound salute». Chicago Tribune. p. 129. Consultado el 26 de febrero de 2024.
5. ↑  von Rhein, John (12 de diciembre de 1991). «A good Friday: WFMT celebrates its 40th with live broadcasts». Chicago Tribune. p. 103. Consultado el 26 de febrero de 2024.
6. ↑  von Rhein, John (4 de octubre de 1998). «Classical». Chicago Tribune. p. 176. Consultado el 26 de febrero de 2024.
7. ↑  von Rhein, John (12 de mayo de 2003). «WFMT: Still standing tall, but slowly, surely eroding». Chicago Tribune. pp. 2-4. Consultado el 26 de febrero de 2024.
8. ↑  Calloway, Earl (1 de julio de 2000). «Defender's top CDs of classical music». Chicago Defender. p. 57. ProQuest 247000092. Consultado el 26 de febrero de 2024.